# Resolució 825 del Consell de Seguretat de les Nacions Unides
La Resolució 825 del Consell de Seguretat de les Nacions Unides, adoptada l'11 de maig de 1993, va demanar a la República Popular Democràtica de Corea (Corea del Nord) que reconsiderés la seva decisió de retirar-se de la Tractat de No Proliferació Nuclear i permetés que els inspectors d'armes de l'Agència Internacional de l'Energia Atòmica (OIEA) l'entrada al país, després d'haver-ho rebutjat.

## Antecedents
El 30 de gener de 1992, Corea del Nord va signar oficialment el Tractat de No Proliferació Nuclear (TNP) en un "acord de salvaguardes totals" després d'accedir-hi originalment en 1985, que va permetre que les inspeccions comencessin al juny de 1992; tanmateix les reunions no van poder establir un règim d'inspecció bilateral. Al'OIEA no li satisfeia que Corea del Nord divulgués la totalitat de la seva producció de plutoni i va sol·licitar l'accés a determinades instal·lacions. A causa de la falta d'avenços en les negociacions, i la negativa de Corea del Nord a permetre la inspecció de dos llocs sospitosos d'emmagatzemar residus nuclears, Corea del Nord va notificar a l'OIEA el 12 de març de 1993 sobre la seva intenció de retirar-se del Tractat de no proliferació. Més tard la Junta de Governadors en l'OIEA va notificar al Consell de Seguretat que Corea del Nord no estava complint amb les seves obligacions en virtut de l'acord conjunt entre la RPDC i l'OIEA.

## Provisions
La resolució va ser aprovada amb 13 vots, cap en contra i dues abstencions de la República Popular de la Xina i Pakistan, que van fer una crida a Corea del Nord perquè retornés al TPN. El Consell de Seguretat va prendre nota amb preocupació de les intencions de Corea del Nord i va reafirmar la "contribució fonamental en el progrés de la no proliferació pot fer al manteniment de la pau i la seguretat internacionals, i va demanar al Govern de Corea del Nord que cometi i compleixi les seves obligacions sota el Tractat. La resolució també requereix al director general de l'OIEA que consultar amb Corea del Nord per trobar una solució i informar en el moment oportú. Davant la insistència de la República Popular de la Xina, que es va abstenir, la resolució no fa referència a cap sanció si Corea del Nord no compleix amb el Consell de Seguretat.

## Conseqüències
Corea del Nord va acusar l'AIEA de "liquidar el seu socialisme" i va dur a terme altres proves de míssils els dies 29-30 de maig de 1993, disparant míssils balístics Rodong-1 al Mar del Japó. Després de negociacions directes amb els Estats Units, Corea del Nord va revocar la seva primera decisió d'abandonar el TPN en juny de 1993 i es van reprendre les inspeccions de míssils, encara que no sota els plens termes de l'Acord Conjunt original. A l'octubre de 1994, les negociacions en curs van donar lloc a l'Acord Marc entre els Estats Units d'Amèrica i la República Democràtica Popular de Corea, en el qual la RPDC va acceptar les salvaguardes originals de l'OIEA de 1992 i congelar i desmantellar els seus reactors nuclears i altres instal·lacions sota la supervisió de l'OIEA a canvi de reactors d'aigua lleugera.